# UDF
UDF (Universal Disk Format) er i computerterminologi et filsystem, som ofte bruges på DVD'er. Filsystemet er designet til at blive brugt på optiske medier. Det er en implementation af ISO/IEC 13346 standarden (også kendt som ECMA-167). Det bliver anset som en efterfølger til ISO 9660.

## Versioner
Der findes flere versioner af UDF.
- Version 1.02 (30. august, 1996). Dette format bliver brugt på DVD-Video skiver.
- Version 1.50 (4. februar, 1997). Giver mulighed for (virtuel) genskrivning af CD-R og DVD-R skiver.
- Version 2.00 (3. april, 1998). Giver mulighed for streamede filer og realtime skrivning.
- Version 2.01 (15. marts, 2000) rettelser til UDF 2.00.
- Version 2.50 (30. april, 2003). Flere metadata muligheder.
- Version 2.60 (1. marts, 2005). Pseudo genskrivningsunderstøttelse.

DVD-Video skiver bruger 1.02. Blu-ray skiver bruger 2.50 eller 2.60.

## Operativsystem understøttelse
- Linux 2.6.x har læse og skrive understøttelse for 1.02, 1.50, 2.0x. Med en patch kan Linux også læse 2.50.
- Mac OS X 10.5 har læse og skrive understøttelse for 1.02 til 2.60.
- Windows 98/Me (læse) 1.02
- Windows 2000 (læse) 1.02, 1.50
- Windows XP/2003 (læse) 1.02, 1.50, 2.01
- Windows Vista (læse+skrive) 1.02, 1.50, 2.0x, 2.50, (læse) 2.60.

| Operativsystem | Spire Denne artikel relateret til styresystemer er en spire som bør udbygges. Du er velkommen til at hjælpe Wikipedia ved at udvide den. |